# Панайот Димитров – Понката
Панайот Петров Димитров, Понката е български скулптор.
Роден на 29 юли 1934 г. в Сливен. През 1958 г. завършва висше образование в Художествена академия - София специалност „Скулптура“ при тогавашния доцент Михаил Кац. До 1965 г. живе и твори в Бургас като художник към Областното пристанищно управление, после е учител по рисуване в Учителския институт в същия град.
От 1965 г. е преподавател по скулптура във Великотърновския университет „Св. Св. Кирил и Методий“. На тази длъжност работи до 1978 г., след което е отстранен, поради отказът му да стане член на БКП. Впоследствие назначен към община Велико Търново като художник, по-късно преминава на свободна практика.
Негови творби са изложени в държавни галерии и музеи, в частни сбирки и колекции в Италия, Германия, Австрия, САЩ, Русия, Словакия, Япония и др. С някои от творбите си е участник в симпозиуми с материали от камък и дърво в България и Словакия. Изработва много паметници в страната, в областта на парковата и надгробна скулптура.
Панайот Димитров изработва фигурата „Силата и мъдростта“, разположена пред Съдебната палата във Велико Търново. Негов е и Олимпийският огън пред стадион „Ивайло“, паметникът на Бачо Киро в едноименното училище, бюста на ген. Йосиф Гурко в Марино поле, композицията „Златният век“ в местността Боруна, мраморната чешма в началото на Алеята на творците, както и част от плочите на именитите великотърновци.
Изложби на малка пластика реализира в Италия, Гърция. Работите му са предимно от камък (мрамор, андезит, базалт, риолит, пясъчник), и дърво (орех, бряст, круша, абанос, абора, кото, махагон и др.)
Понката е носител на шест национални награди по скулптура, златен медал от VI Българско изложение за АРТ иновации. Носител е на наградите „Велико Търново“ (1999) и орден „Св. Св. Кирил и Методий“ I степен. Член е на Римската академия за модерно изкуство.
През 2024 г. в Габровската художествена галерия „Христо Цокев“ е представена юбилейна изложба на Понката. Скулптората „Легенда за куманката“ е в центъра на събитието като е единствено притежание на галерията от този майстор.